# ケヴィン・マスカット
ケヴィン・マスカット（Kevin Muscat）ことケヴィン・ヴィンセント・マスカット（Kevin Vincent Muscat、1973年8月7日- ）は、イングランド・ウェスト・サセックス、クローリー出身の元プロサッカー選手。現役時代のポジションはディフェンダー。元オーストラリア代表。
選手時代は、殴る蹴るの暴力やラフプレーで悪名高く、ピーター・クラウチが唯一恐れた男、史上最悪のダーティープレーヤー等と称された。現役通算でイエローカード123枚、レッドカード12枚を提示された。
他方で、在籍した全8チームで主将を任されている。メルボルン・ビクトリーFCでは選手として黄金時代を支え、監督としても黄金時代を復古した実績を持っている。また、監督としては、悪いところをいじくり回すのではなく、良かった部分、良い部分を見せることを重要視している。

## 選手歴
サンシャイン・ジョージ・クロスFCでデビュー。1991-92シーズン、ハイデルベルク・ユナイテッドFCへ移籍。同シーズンにはNSL U21 Player of the Yearに輝く。
サウス・メルボルンFCで4シーズン過ごした後に、2部のクリスタル・パレスFCへ移籍。1年目から主力としてプレーし、昇格に貢献。翌シーズンもプレーしていたが、シーズン途中にウルヴスへ移籍した。 ここで5シーズン過ごした後に、スコティッシュ・プレミアリーグのレンジャーズFCへ移籍したが、僅か一年でミルウォールFCへと去っていった。加入1年目に2004年のFAカップでは、主将としてミルウォール史上初の決勝進出に貢献したものの、自身は準決勝サンダーランドAFC戦の負傷により決勝のピッチの上には立てなかった。
2005-06シーズンに、メルボルン・ビクトリーFCへ加入。9シーズンぶりにオーストラリアへと戻っていった。2011年2月に引退を発表したもののAFCチャンピオンズリーグ終了まではプレーすることを表明。メルボルン・ビクトリーがグループリーグ敗退が決定し、5月4日のガンバ大阪戦をもって現役を引退した。

## 代表歴
U-23代表としてアトランタオリンピックに出場している。
A代表としてはその2年前の1994年9月24日のクウェート代表戦で代表初出場。1997年4月2日のハンガリー代表戦で代表初得点を決めた。2001年4月9日のトンガ代表戦ではDFながら4得点を記録し、22-0の大勝に貢献、二日後のオーストラリア 31-0 アメリカ領サモアの試合にも主将として出場した。
主要大会ではFIFAコンフェデレーションズカップに1997年大会、2001年大会、2005年大会の三度出場した。
2006年8月16日のクウェート代表戦が代表最後の試合となった。

## 指導歴
現役引退後はメルボルン・ビクトリーのアシスタントコーチに就任、2013年10月31日、アンジェ・ポステコグルー監督がオーストラリア代表監督に就任したため、コーチから昇格した。
2020年6月5日、ベルギー・ファースト・ディビジョンAのシント＝トロイデンVVの監督に就任。しかしリーグ戦で16位に低迷し、12月2日に解任された。
2021年7月18日、同じオーストラリア人のアンジェ・ポステコグルーの後任としてJリーグ・横浜F・マリノスの監督に就任することでクラブと基本合意したと発表された。
Jリーグ初指揮は、8月6日のJ1リーグ第6節・ガンバ大阪戦。2021年シーズンは夏に5連勝し、一時は首位川崎に勝ち点1差に詰め寄ったが最終順位は2位。
2022年シーズンはACL集中開催による過密日程を考慮し、ほぼ毎試合スタメンを入れ替える采配によりチームの底上げに成功。カップ戦は早々に敗退したもののリーグ屈指の選手層を作り上げ、20勝8分6敗の成績でチームを3年ぶりのJ1リーグ優勝に導いた。
2023年、年間通じて優勝争いの前列を走り、惜しくも2位に終わったが、多くの負傷者に悩まされながらも抜本的な改革を施すのではなく、相手チームへの対策や対応などをやり繰りしつつスタイルの軸を保つマネジメント力を発揮した。その手腕はマリノスの歴代の監督の中でも最高レベルと称賛された。12月9日、退任が発表された。12月15日、2024年1月から中国超級リーグの上海海港足球倶楽部の監督に就任を発表。

## ラフプレー
1996年、英国で迎えた初シーズンでノリッジ・シティFCのダレン・イーディーに体当たりをし退場。最終的には21人で乱闘になり、殴ったとして他に二人も退場処分になった。
1998年12月、ノリッジ・シティのクレイグ・ベラミーに対して足を上げてタックルに行き、ベラミーは膝蓋骨にスパイクで穴が開き全治二ヶ月の負傷を負った。これに対してノリッジのチームメイトであるイワン・ロバーツは2年後にマッチアップした際によろけた振りをして背中をわざと踏みつけて報復した。2004年にロバーツは自伝を出版し、その中でこの報復について「彼に近付いてバランスを崩して背中を踏んづけた。14ストーンで8つの棘…計算してみて欲しい。彼は痛がっていたけれど審判も見ていなかったからお咎めも無かった。もちろん彼の手を引いて『すまない』と言っておいたが彼はわかっていた」と記したため、イングランドサッカー協会はこれを遡及してジリンガムFCに所属していたロバーツを3試合出場停止および2500ポンドの罰金に処した。
1999年9月、ノッティンガム・フォレストFCのイアン・ライトには「ならず者」、「雑魚」と言われた。ライトがシュートを打とうとした所、チームメイトであるドギー・フリードマンが「任せてくれ」と言ったように聞こえたのでパスにしたが、そこに立っていたのは敵であるマスカットだったので、マスカットが声真似をして騙したのだとライトは主張している。
2000年、バーミンガム・シティFCのマーティン・グレインジャーは、マスカットを「サッカー界一嫌われている男」と称した。これはチームメイトであるスタン・ラザリディスに対する無謀なタックルが原因である。
2001年11月11日、オーストラリア代表対フランス代表の親善試合ではクリストフ・デュガリーの後ろからスライディングタックルを仕掛けてイエローカードとなった。しかしフランス代表のロジェ・ルメール監督も「残虐行為」と批難した。
2002年3月、グリムズビー・タウンFCのマイケル・ブルディングに対して肘打ちをして9分で退場。試合も敗北、彼は3試合の出場停止となった。
レンジャーズ在籍時代、オールドファームダービーの際にはベンチ外であったのも彼の気性が理由なのではないかとされている。
2003年9月、ミルウォールに移籍してから3週間の時期に行われたワトフォードFC戦の開始前にプロ初出場となるアシュリー・ヤングは「俺を抜き去ったら足を折ってやる」と脅迫されたと2010年10月に述べた。なおこの試合でマスカットはヤングが投入される前にダニー・ウェーバーを踏みつけてペナルティキックを献上しつつ退場している。ミルウォールのフロントのケン・ブラウンは「自らの行いを正せ。ケヴィンの行動には情状酌量の余地がない。我々にはああいった行動は許されないという事を彼にわかかせる義務がある。あのような恣意的で一方的、そしてボールに関係ない所での問題行動は即時解雇である。」と公式に通告した。
2004年、元チャールトン・アスレティックFCのマッティ・ホームズはマスカットに対して訴訟を起こし、25万ポンドおよびコスト、計約75万ポンドの支払いをマスカットに命じた。ホームズは1998年にマスカットに受けたタックルで膝を四回手術、当初は切断手術を受ける可能性すらあったという。この問題は高等法院で責任を認める事なく示談に終わった。
またEFLカップではリヴァプールFCのミラン・バロシュの首を掴んでイエローカードとなった。
同年3月末、シェフィールド・ユナイテッドFC戦でアシュリー・ウォードにタックルし退場および5試合の出場停止処分。両チームのプレーヤーがフィールド上で乱闘を繰り広げる騒ぎとなった。シェフィールド・ユナイテッドのゴールキーパーであるパディ・ケニーも退場処分となったが、試合はシェフィールド・ユナイテッドが2-1で勝利した。ミルウォールのプレーヤーが試合を終えてピッチを去る際に、シェフィールド・ユナイテッドのニール・ワーノック監督はミルウォールのプレーヤーと握手しながら「ざまあみろ、クソマスカット」と言って回った。
2005年12月、オーストラリアサッカー連盟に召喚された初のAリーグ選手となり、危険なプレーで2試合の出場停止処分となった。
2006年10月に行われたアデレード・ユナイテッドFC戦でピッチ外に出たボールを回収しようとした最中にアデレード・ユナイテッド監督のジョン・コスミナと衝突、その際に足を引っ掛けて倒した。これに対して首を掴んで応戦したためコスミナは4試合の指揮停止処分がくだされた。
2009年2月、アデレード・ユナイテッドのダニエル・マレンに対してボールを取りに行ったが、結局踏みつけた。オーストラリアサッカー連盟から呼び出されたものの、そもそもの試合中に審判がこの一連の流れを見てイエローカードを出していたため、Aリーグの規則上試合後に遡及する権限がなく、マスカットはこれを無視した。
2010年1月、ゴールドコースト・ユナイテッドFCのジェイソン・クリナに肘打ちし2試合の出場停止。
2011年1月9日、アデレード・ユナイテッドのアダム・ヒューズからボールを奪おうとした際に顔に肘を入れて退場。
同月15日の試合で出場停止を消化した彼であったが、22日の出場停止明けのダービーマッチでメルボルン・ハーツFCのアドリアン・ザフラにタックルした結果8試合の出場停止処分、このシーズンでプロ生活を終えた彼にとってはこの退場が最後の国内プロリーグ戦となった 。このタックルはオーストラリア国内のみならず世界中で話題となり、元オーストラリア代表のマーク・ボスニッチは「不名誉」と述べた。
1992年から2011年の19年間をプロとして過ごした彼は、その間にイエローカード123枚、レッドカード12枚を提示された。
2013年12月にはスペインのウェブサイト、エル・ゴル・ディジタル（El Gol Digital）に史上最悪のダーティープレーヤーと記された。

## 性格
彼がメルボルン・ビクトリーに選手として在籍した時代、Aリーグには彼の攻撃的な性格とアグレッシブなスタイルに対して尊敬の目を向ける者もいた。元イングランド代表で当時シドニーFCの監督をしていたテリー・ブッチャーは「Aリーグの監督は皆ケヴィンの事を好きになれると思う、勿論僕も例外じゃなくてね。」と述べた。
ただ、頭に血が上りやすく、ハードなプレーで非常に有名であったため、監督としては不向きであるとも言われた。しかし所属した全てのクラブで主将を経験しており、選手やスタッフ一人一人を思いやる性格である。
相手選手の声真似をして、自分にパスをさせることに成功したことがある。
指導者としてはテリー・ヴェナブルズに影響を受け、様々なクラブの練習場に足を運んだ他、アンジェ・ポステコグルーを師と仰いでいる。

## 個人成績

### 試合数
国際Aマッチ 45試合 10得点（1994年-2006年）
| オーストラリア代表 | 国際Aマッチ | 国際Aマッチ |
| 年                 | 出場        | 得点        |
| ------------------ | ----------- | ----------- |
| 1994               | 1           | 0           |
| 1995               | 1           | 0           |
| 1996               | 5           | 0           |
| 1997               | 6           | 1           |
| 1998               | 1           | 0           |
| 1999               | 0           | 0           |
| 2000               | 10          | 4           |
| 2001               | 13          | 5           |
| 2002               | 0           | 0           |
| 2003               | 1           | 0           |
| 2004               | 3           | 0           |
| 2005               | 3           | 0           |
| 2006               | 1           | 0           |
| 通算               | 45          | 10          |

## 監督成績
| クラブ                        | 就任           | 退任          | 記録 | 記録 | 記録 | 記録 | 記録   |
| クラブ                        | 就任           | 退任          | 試   | 勝   | 分   | 敗   | 勝率   |
| ----------------------------- | -------------- | ------------- | ---- | ---- | ---- | ---- | ------ |
| メルボルン・ビクトリー (代行) | 2012年1月5日   | 2012年1月7日  | 1    | 1    | 0    | 0    | 100.00 |
| メルボルン・ビクトリー        | 2013年10月31日 | 2019年5月     | 214  | 105  | 45   | 64   | 049.07 |
| シント＝トロイデン            | 2020年6月5日   | 2020年12月2日 | 15   | 2    | 5    | 8    | 013.33 |
| 横浜F・マリノス               | 2021年7月18日  | 2023年12月7日 | 83   | 48   | 17   | 18   | 057.83 |
| 上海海港足球倶楽部            | 2024年1月17日  |               | 19   | 16   | 3    | 0    | 084.21 |
| 合計                          | 合計           | 合計          | 298  | 153  | 63   | 82   | 051.34 |

## タイトル

### 選手時代
レンジャーズFC
- スコティッシュ・プレミアリーグ:1回（2002-03）
- スコティッシュカップ:1回（2002-03）
- スコティッシュリーグカップ:1回（2002-03）

メルボルン・ビクトリーFC
- Aリーグレギュラーシーズン:2回（2006-07、2008-09）
- Aリーグファイナルシリーズ:2回（2006-07、2008-09）
- Aリーグプレシーズンチャレンジカップ:1回（2008-09）

オーストラリア代表
- OFCネイションズカップ:2回（2000、2004）

個人
- FFVワインスタインメダル:1990
- NSL U21 Player of the Year:1991-92
- A-League PFA Team of the Season:2008–09, 2009–10
- PFA A-League Team of the Decade (2005–15)

### 監督時代
メルボルン・ビクトリーFC
- Aリーグレギュラーシーズン:2回（2014-15、2017-18）
- Aリーグファイナルシリーズ:1回（2014-15）
- FFAカップ:1回（2015）

横浜F・マリノス
- J1リーグ：1回（2022年）
- FUJIFILM SUPER CUP：1回（2023年）

個人
- Aリーグ年間最優秀監督:1回（2014-15）
- Jリーグ月間最優秀監督：4回（2021年8月、2022年5月、2022年7月、2022年9月）